# Vicente Tofiño de San Miguel
Vicente Tofiño de San Miguel y Vandewalle (Cádiz, 6 de septiembre de 1732 - San Fernando, Cádiz, 15 de enero de 1795) fue un marino y cosmógrafo español.

## Biografía

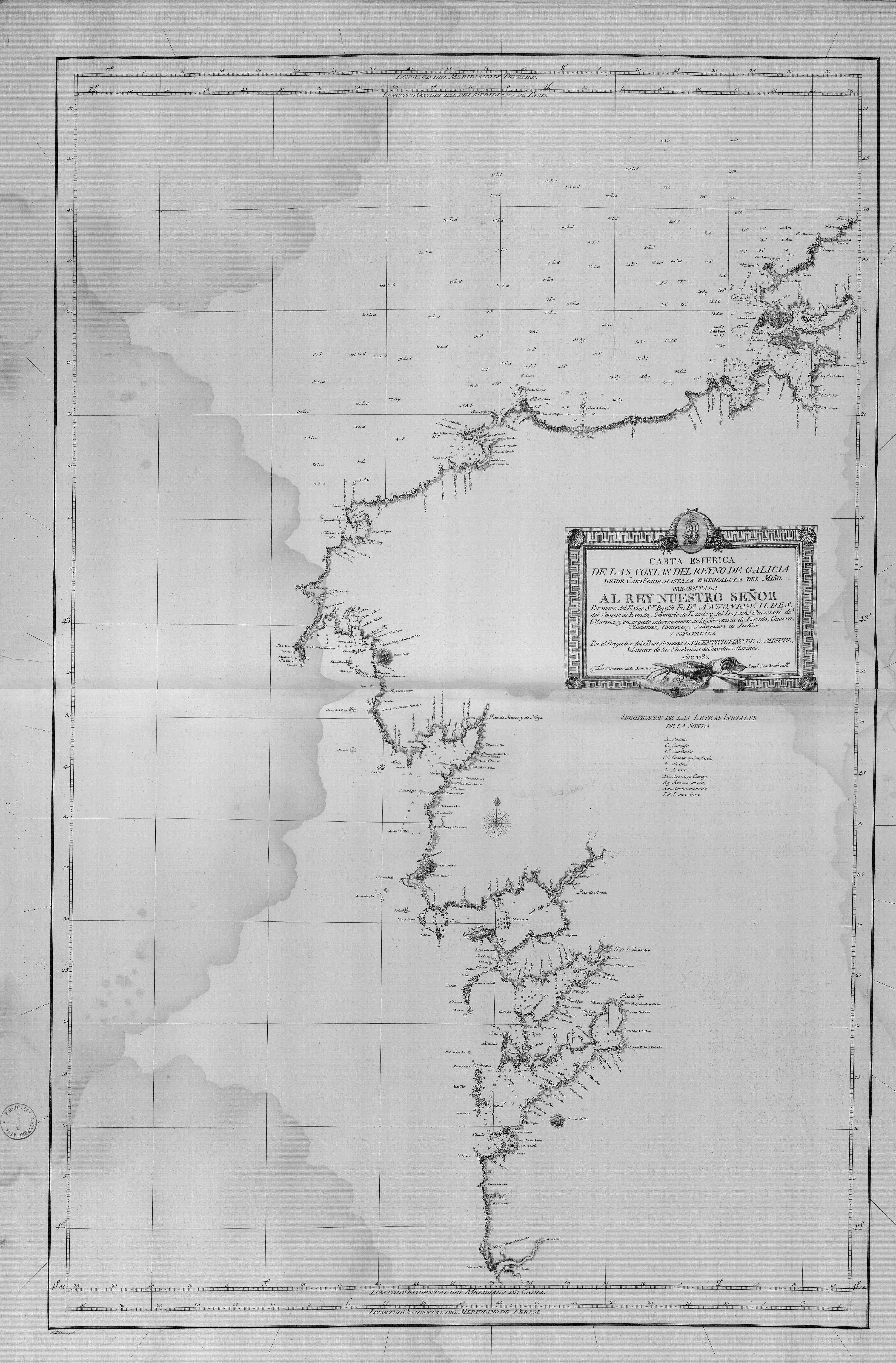
Mapa de la costa de Galicia del Atlas marítimo de España (1789), Madrid, publicado por Vicente Tofiño.

Estudió física experimental y se enroló en el ejército, del que salió. En 1755 fue llamado por Jorge Juan, como maestro de matemáticas de la Academia de Guardia Marinas de Cádiz, permitiéndole, a su vez, pasar a la Armada como alférez de navío. En 1768 será nombrado director de la misma y en 1773, simultáneamente, también director de las Academias de Ferrol y Cartagena.
Participó en la expedición contra Argel (1775) y en el sitio de Gibraltar (1782), ascendiendo en 1784 a brigadier de la Armada y, en 1789, a jefe de Escuadra.
Hizo el proyecto inicial del edificio y trabajó en el Real Observatorio de la «Compañía de Guardias Marinas», publicando unas observaciones con gran solvencia científica, como la observación del paso de Venus por el Sol, aprovechando un eclipse el 3 de junio de 1769.
Se embarca y fruto de sus estudios es Derrotero de las costas de España en el mar Mediterráneo y África (1787); su colección de cartas esféricas de las costas de España y África... (1788) y el Derrotero de las costas de España en el Océano Atlántico y de las islas Azores o Terceras, para inteligencia y uso de las cartas esféricas (1789).
Un discípulo suyo, Juan Francisco de la Bodega y Quadra, que navegó por las costas de la actual Columbia Británica, fundó una ciudad en la costa oeste de la Isla de Vancouver a la que nombró en su honor, Tofiño (que actualmente es Tofino, al carecer el inglés de la letra eñe).

## Obras
- Vicente Tofiño de San Miguel (1787, ed. 1847).  Imprenta Nacional, ed. Derrotero de las costas de España en el Mediterráneo: y su correspondiente de África.
- Vicente Tofiño de San Miguel (1787).  En la imprenta de la viuda de Ibarra, Hijos y Campañía, ed. Descripciones de las Islas Pithiusas y Baleares.
- Vicente Tofiño de San Miguel, Antonio Valdés (tr. 1787) (1789).  Imprenta de la viuda de Ibarra, Hijos y Compañía, ed. Derrotero de las costas de España en el Océano Atlántico, y de las Islas Azores ó Terceras, para inteligéncia y uso de las cartas esféricas.